# Světová výstava 1935
Světová výstava 1935 neboli Expo 1935 byla první světová výstava pořádaná pod záštitou Mezinárodního úřadu pro výstavnictví (BIE). Konala se od 27. dubna do 3. listopadu 1935 v Bruselu u příležitosti 50. výročí vyhlášení samostatného Konga a 100. výročí první železniční trati v kontinentální Evropě. Tématem Expa byla doprava, oficiálně se ho účastnilo 25 zemí a bylo s přibližně 20 miliony návštěvníků nejnavštěvovanější výstavou, kterou Belgie do té doby zorganizovala. Branami výstaviště prošel více než dvojnásobek tehdejšího počtu obyvatel Belgie a Expo tak představovalo tolik potřebnou ekonomickou vzpruhu v době, kdy se svět stále vzpamatovával z velké hospodářské krize.
Výstavní areál se rozkládal na 152 hektarech půdy a byl situován do nové čtvrti Heysel Plateau. Hlavním architektem výstavy byl Belgičan Joseph van Neck, který je také autorem dominantní budovy výstavy Grand Palais ve stylu art deco.

## Historie
Světová výstava byla původně plánována u příležitosti 100. výročí nezávislosti Belgie v roce 1930. Města Antverpy a Lutych se nicméně rozhodla uspořádat vlastní výstavu k tomuto výročí. Světová výstava v Bruselu byla proto o pět let odložena. V roce 1935 Belgie a Brusel slavily sté výročí otevření první železniční tratě v kontinentální Evropě, která spojovala Brusel a Mechelen, a 50. výročí vyhlášení samostatného Konga.
Kvůli hospodářské krizi byla výstava před svým zahájením mnohými považována za plýtvání penězi a belgická vláda nebyla ochotna investovat do veletrhu velké částky peněz. Hnacími silami akce byli průmyslníci, podnikatelé a místní politici, město Brusel myšlenku od počátku podporovalo.

## Areál výstaviště
Jako výstavní místo byla vybrána nová čtvrť zvaná Heysel Plateau, město Brusel získalo nové pozemky od královského zámku Laeken s cílem vybudovat nový výstavní komplex. Hlavním architektem veletrhu byl Joseph van Neck. Místo se ze zvlněného terénu změnilo na náhorní plošinu o rozloze 152 hektarů, což si vyžádalo odtěžení 700 000 m3 zeminy. První stavbou postavenou v nové čtvrti byl už v roce 1930 Stadion Jubilee (nyní Stadion krále Baudoina), do něhož se vešlo 75 000 diváků. Pět výstavních pavilonů, dnešní pavilony č. 2, 3, 5, 6 a 10, bylo postaveno jako stálé veletržní prostory.

## Expozice
Expo navštívilo dohromady přes 20 milionů návštěvníků, což odpovídá dvouapůlnásobku tehdejšího počtu obyvatel Belgie, a přineslo zisk ve výši 45 milionů belgických franků. V kontextu hospodářské krize tento projekt vyvolal optimismus a vytvořil pracovní příležitosti.
Hlavní vstup na výstaviště byl na jihu na náměstí Place Saint-Lambert/Sint-Lambertusplein. Vlevo od hlavního vchodu byl zábavní park s jídelnou, vpravo byl starý Brusel, přestavba města z 18. století, zalidněná „obyvateli“ v dobových kostýmech. Pavilony národů, společností a organizací byly umístěny na obou stranách Boulevard du Centenaire/Eeuwfeestlaan. Francie měla pět pavilonů a část francouzské expozice navrhl Le Corbusier. Belgická expozice byla velmi rozsáhlá, dvanáct pavilonů se rozkládalo na ploše 11,5 hektaru. Belgická umělecká expozice prezentovala díla současných belgických umělců, včetně Paula Delvauxe, Reného Magritta a Louise Van Linta, a podpořila jejich kariéru. Z ostatních umělců jmenujme alespoň Francise Picabia a Pablo Picassa.
Na konci bulváru stál architektonický vrchol výstavy ve stylu art deco, Grand Palais/Grote Paleis neboli Palais des Expositions (palác č. 5). Pyramidálně odstupňovanou budovu s proskleným průčelím navrhl hlavní architekt výstavy Joseph van Neck. Jedenatřicet metrů vysoká a 150 metrů dlouhá stavba byla postavena celá ze železobetonu a zpevněna vnitřními parabolickými oblouky o rozpětí 86 metrů bez jakýchkoli podpěr. Stavba, na kterou bylo zapotřebí 11 200 m3 železobetonu, byla postavena v krátkém čase za použití nejmodernějších technologií a představila světové veřejnosti možnosti tohoto nového typu konstrukce. Vnitřní expozice byla věnována tématu Expa, dopravě, a na fasádě budovy se proto nacházely čtyři vysoké pylony s bronzovými figurálními sochami, které vzdávaly hold mořeplavbě, koňské dopravě, parnímu pohonu a letectví.
Jedním z témat světové výstavy v roce 1935 bylo použití umělého světla: neonové světlo bylo využito mnoha kreativními způsoby. Výstavou procházela vnitřní železniční trať se zastávkami navazujícími na městskou tramvajovou síť a jako novinka v dopravě byly zavedeny semafory pro chodce. Pozornost byla věnována také inovacím v rozhlasové a televizní technice. Součástí Expa bylo i 300 konferencí a řada představení a doprovodných aktivit. Výstavu barevně fotografoval nizozemský fotograf Bernard F. Eilers, což byla v roce 1935 velká novinka.

## Přínos výstavy pro město
Expo 1935 sehrálo významnou roli v rozvoji Bruselu a připravilo půdu pro rozvoj výstavního areálu, který se později stal dějištěm světové výstavy Expo 1958. Aby se výstaviště stalo snadno dostupným, byla vybudována dopravní infrastruktura, včetně mostů, tramvajových tratí a nádraží. V okolí vznikly rybníky, fontány a zahrady, včetně parku Osseghem o rozloze 17 ha. Grand Palais a nejméně tři další stavby z roku 1935 byly znovu použity pro Světovou výstavu v Bruselu v roce 1958 (Expo 58), která se konala na stejném místě. V současnosti zde sídlí Bruselské výstaviště (Brussels Expo), nejvýznamnější výstavní komplex v Belgii a největší výstavní prostor v zemích Beneluxu.

## Galerie

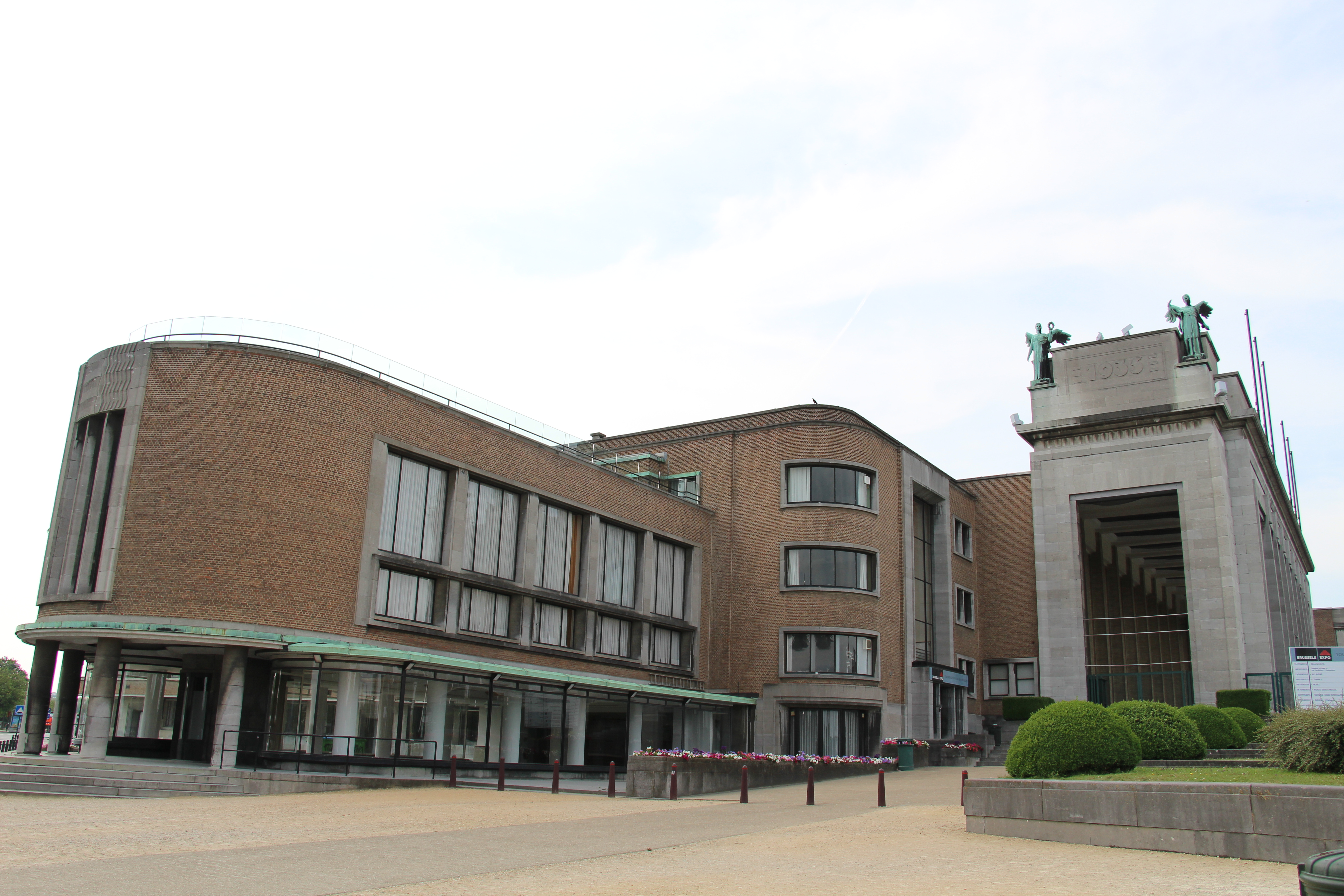
Pavilon č.2
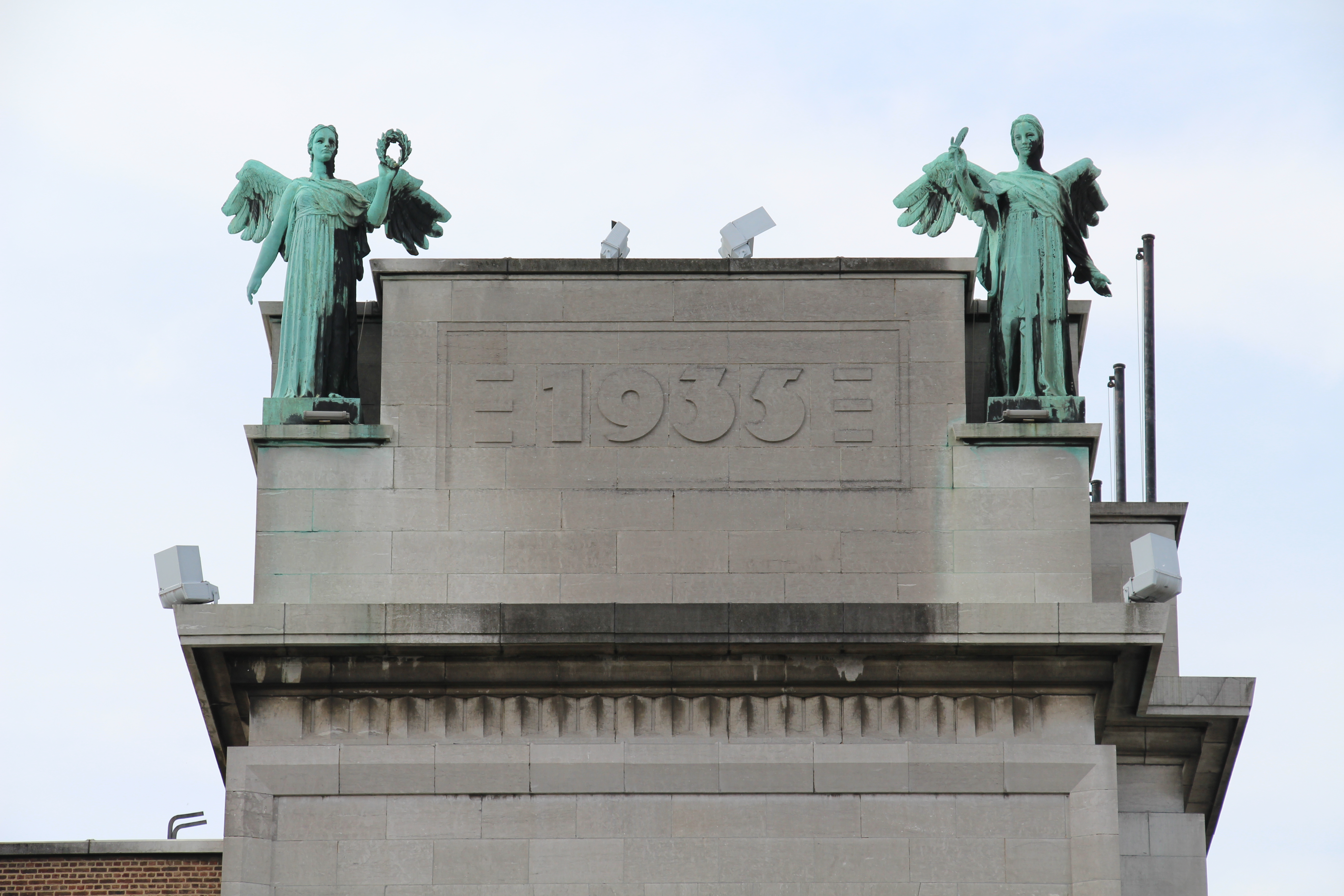
Detail pavilonu č.2
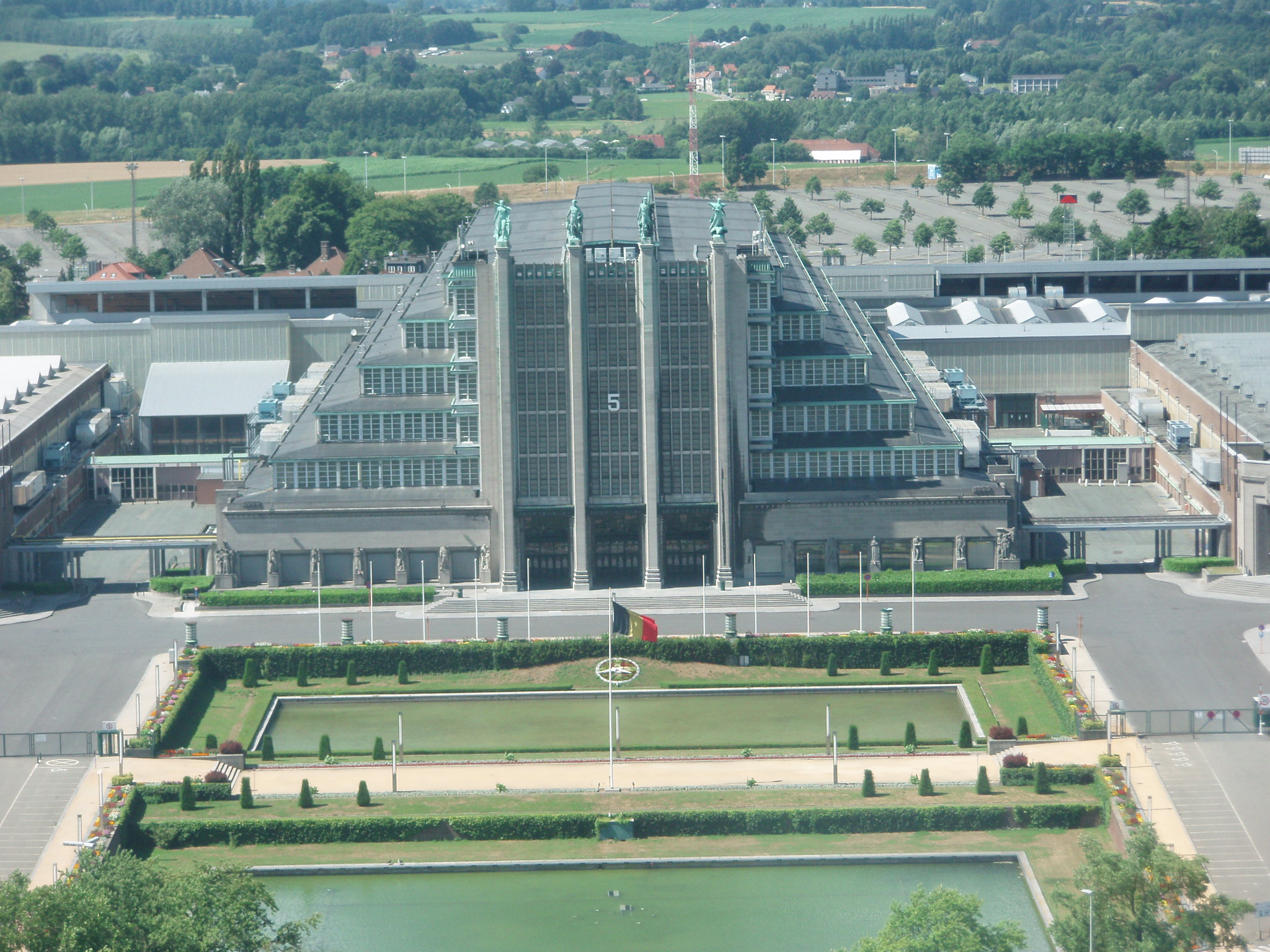
Pavilon č. 5 Grand Pallais
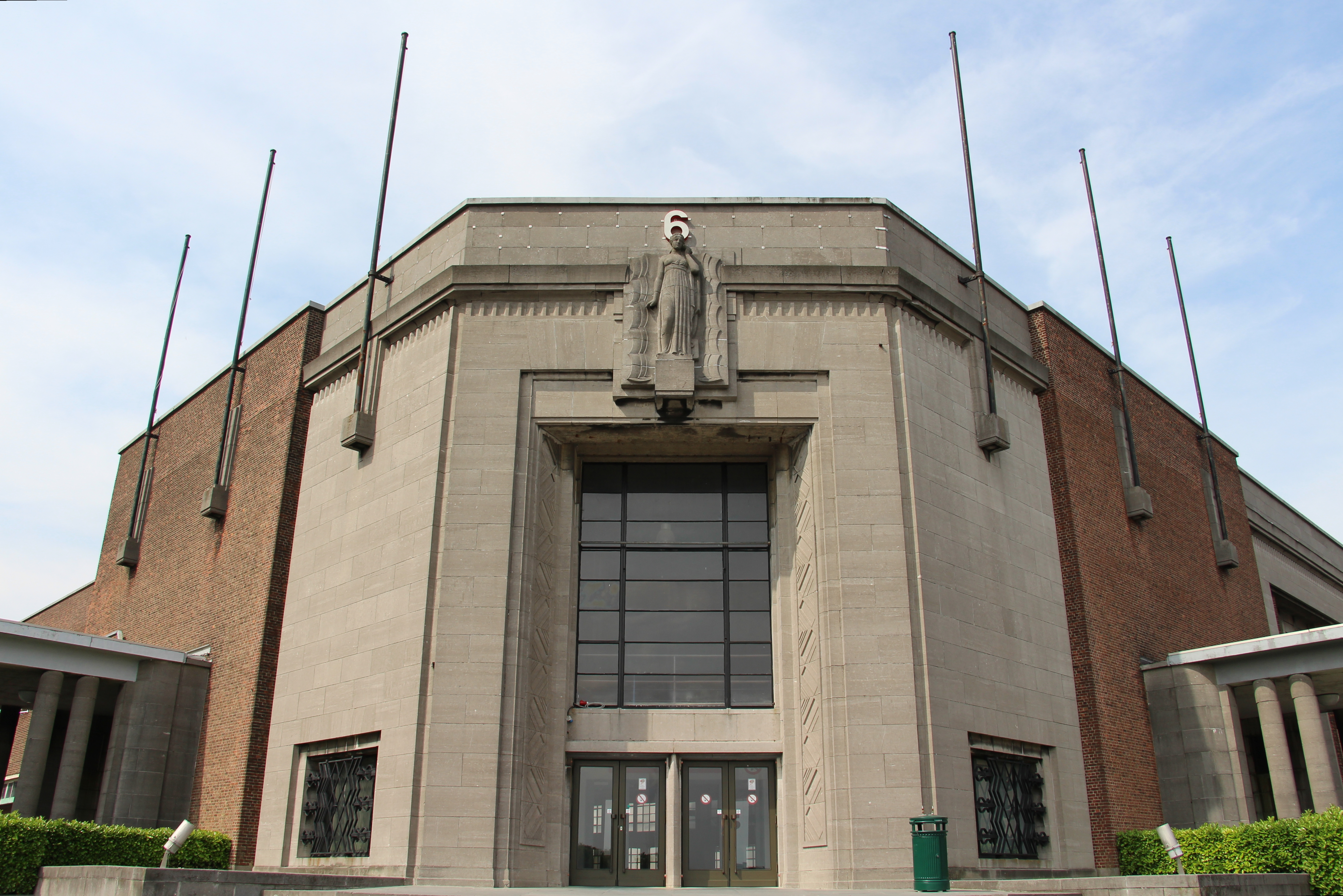
Pavilon č. 6
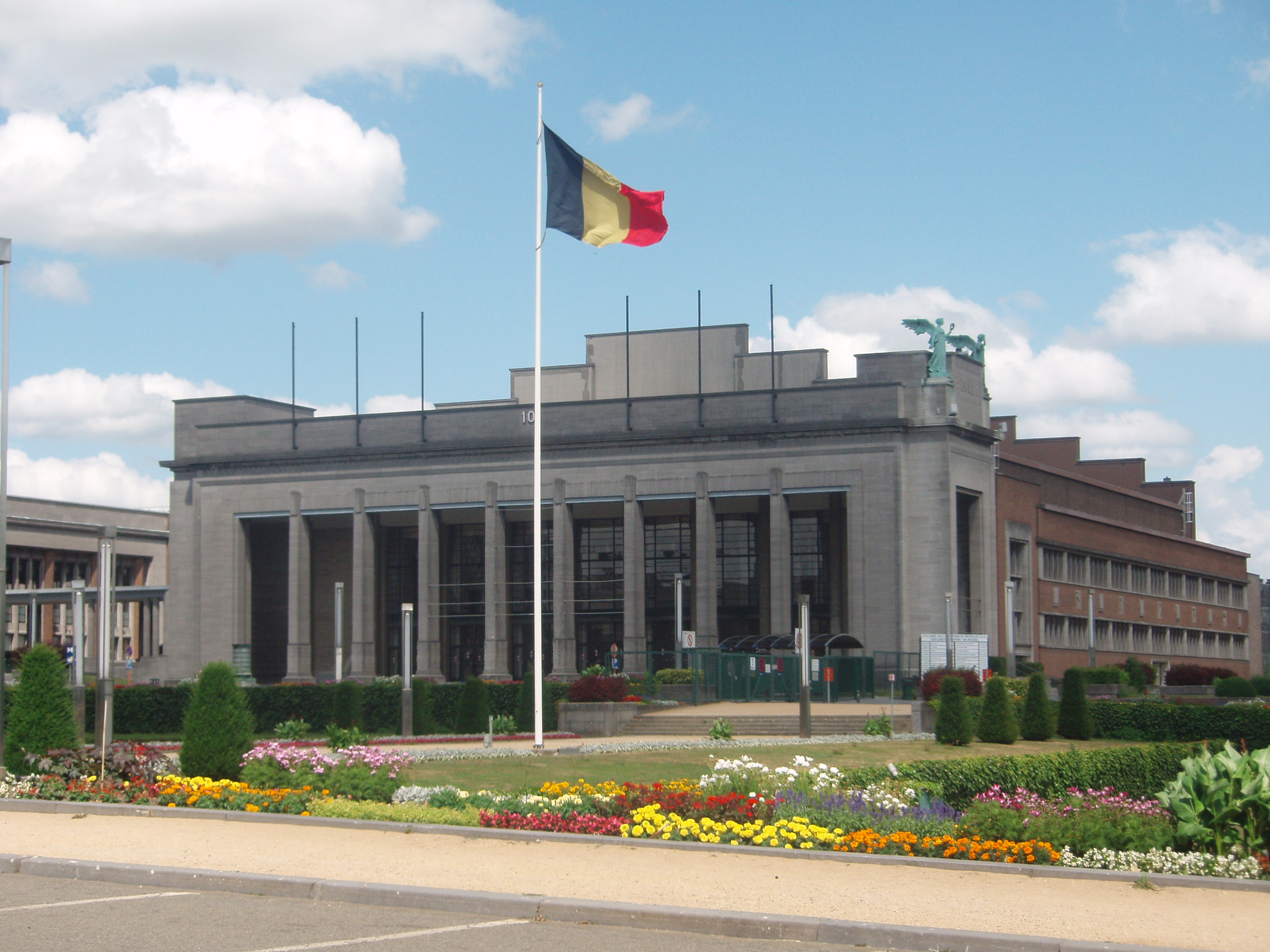
Pavilon č. 10
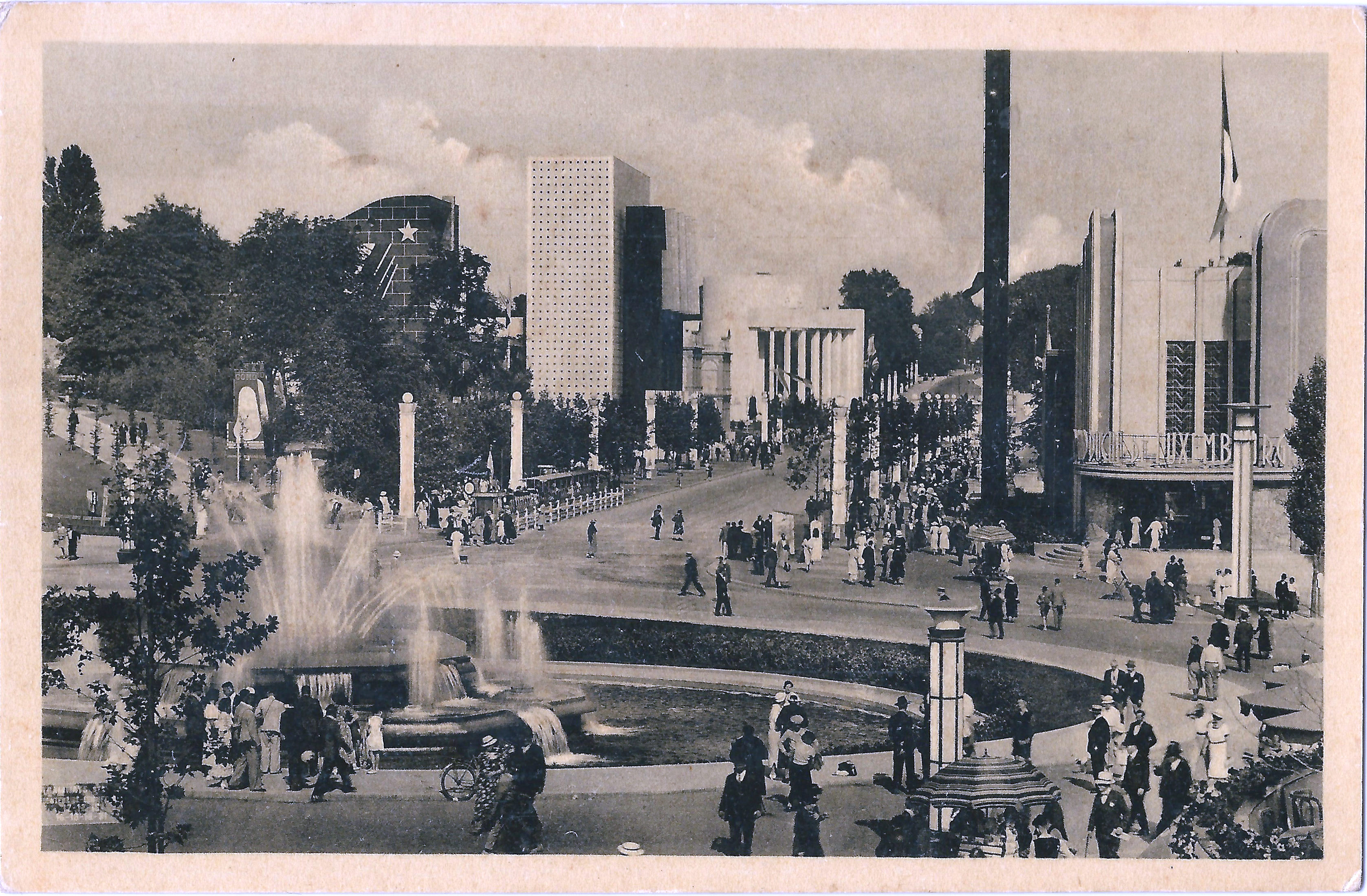
Dobová pohlednice znázorňující celkový pohled na výstaviště
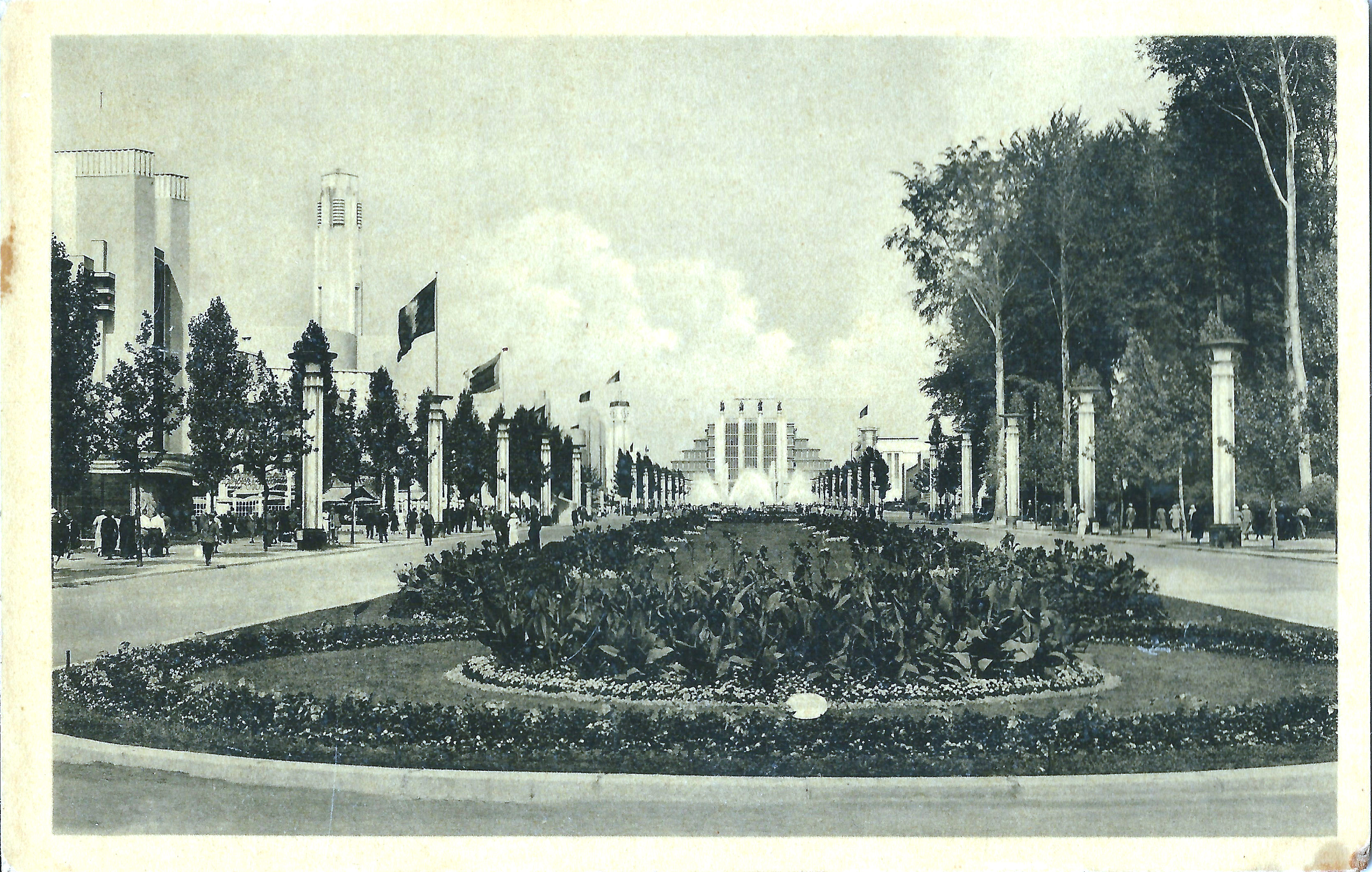
Dobová pohlednice znázorňující Boulevard du Centenaire a Grand Palais
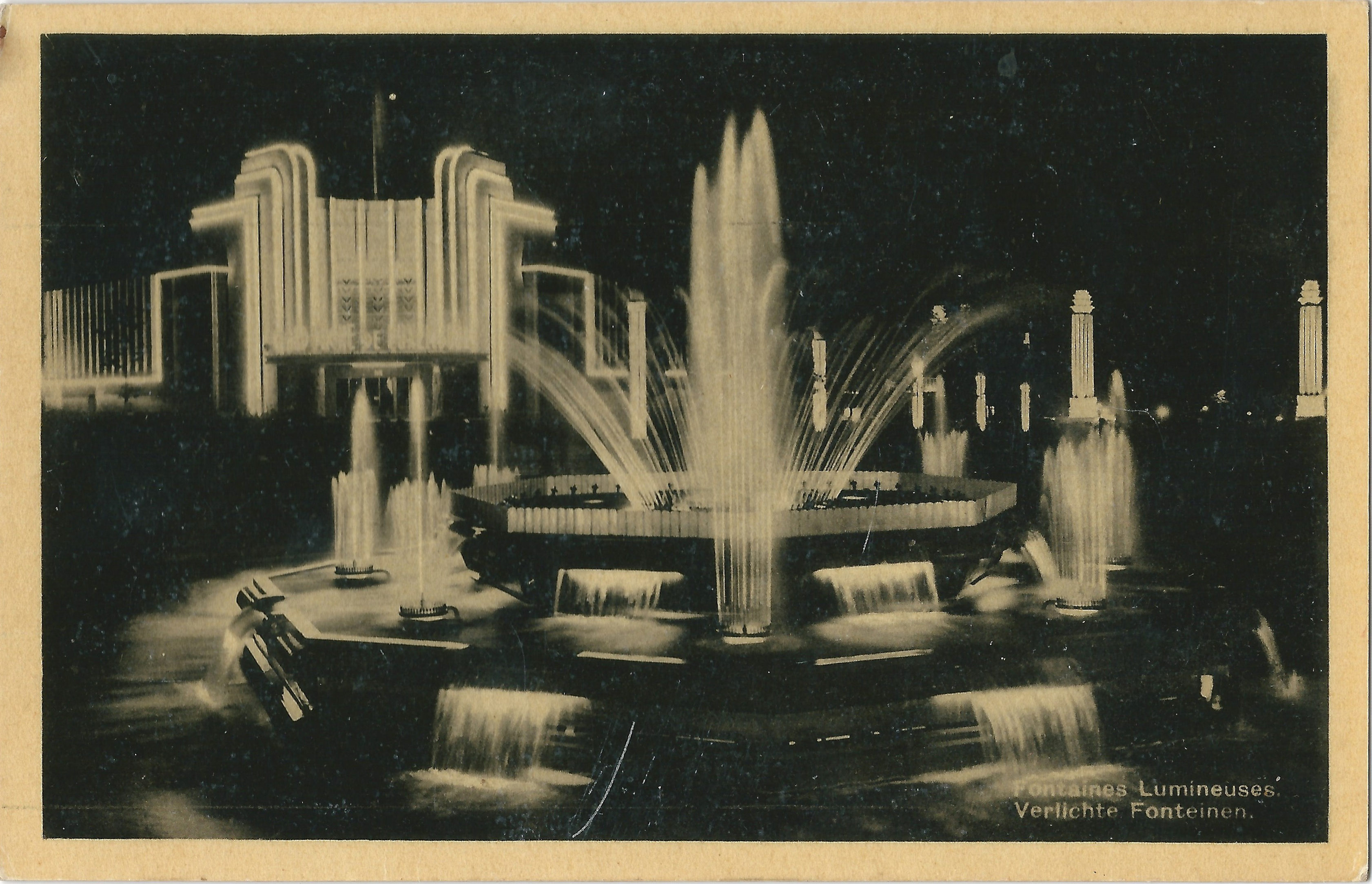
Dobová pohlednice znázorňující svítící fontánu a výstavní haly s neonovým světlem
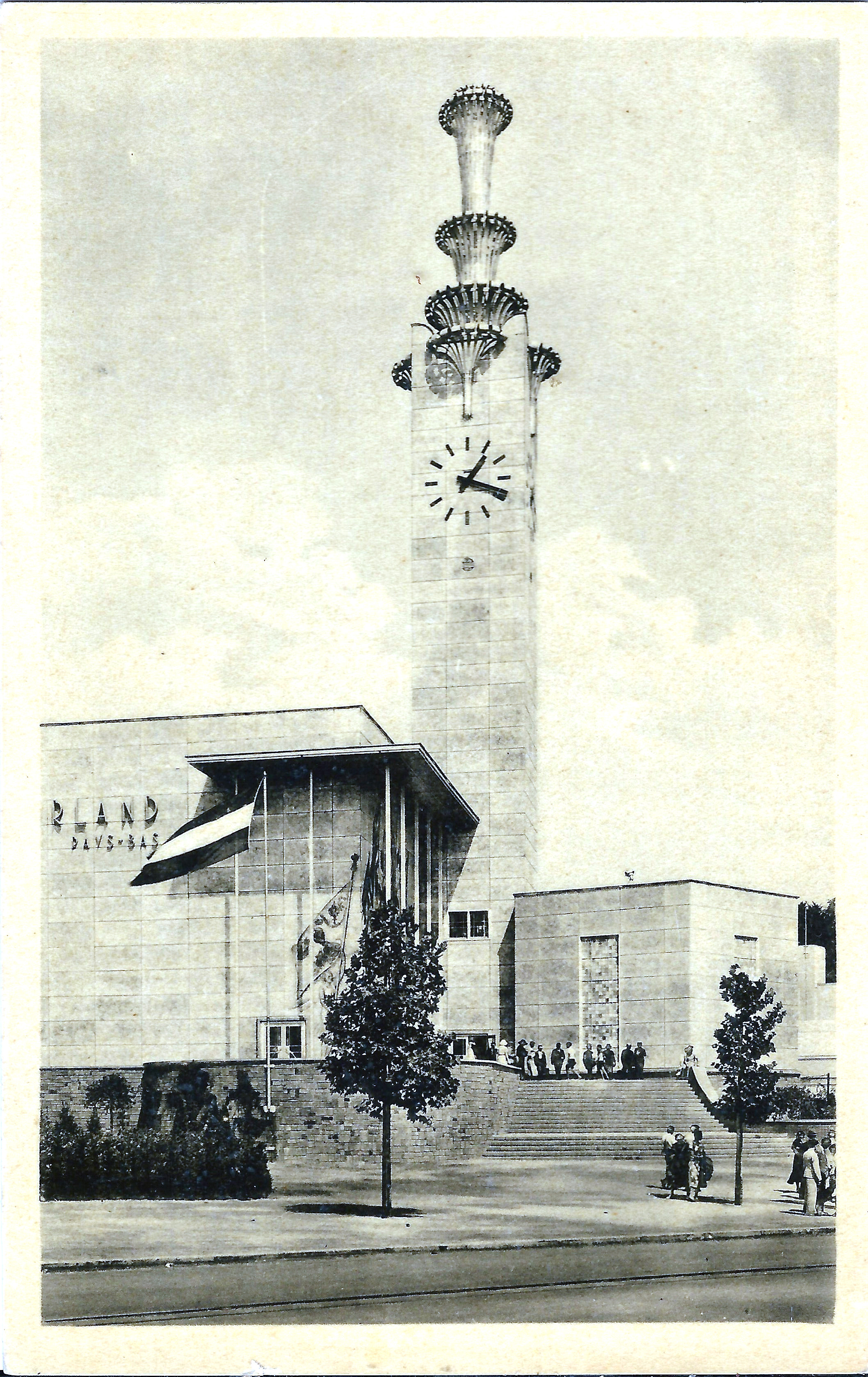
Dobová pohlednice znázorňující nizozemský pavilon